# Acide nucléique bloqué

Structure chimique d'un monomère LNA un pont supplémentaire lie l'oxygène 2' et le carbone 4' du pentose

Un acide nucléique verrouillé (LNA), également connu sous le nom d'acide nucléique ponté (BNA), et souvent appelé ARN inaccessible, est un nucléotide d'ARN modifié dans lequel le groupement ribose est modifié par un pont supplémentaire reliant l'oxygène 2' et le carbone 4'. Ce pont "verrouille" le ribose dans la conformation 3'-endo (Nord), que l'on trouve souvent dans les duplex de forme A. Cette structure assure une plus grande stabilité contre les attaques des enzymes. Cette structure assure une stabilité accrue contre la dégradation enzymatique,,,. LNA offre également une spécificité et une affinité améliorées dans l'appariement des bases en tant que monomère ou constituant d'un oligonucléotide. Les nucléotides ARN peuvent être mélangés à des résidus d'ADN ou d'ARN dans un oligonucléotide.

## La synthèse
Obika et al. ont été les premiers à synthétiser chimiquement LNA en 1997, suivi indépendamment par le groupe de Jesper Wengel en 1998. Cela est devenu possible après que Zamecnick et Stephenson aient jeté les bases de la possibilité que les oligonucléotides soient de bons agents pour contrôler l'expression des gènes en 1978. À ce jour, deux approches différentes, appelées respectivement stratégie linéaire et stratégie convergente, ont permis de produire des LNA efficaces et à haut rendement. La stratégie de synthèse linéaire a été décrite pour la première fois dans les travaux d'Obika et al. Dans cette approche, l'uridine (ou tout nucléoside d'ARN facilement disponible) peut être utilisée comme matériau de départ. La stratégie convergente nécessite la synthèse d'un sucre intermédiaire qui sert de donneur de glycosyle nécessaire au couplage avec les nucléobases. Généralement, le D-glucose est utilisé pour produire le sucre intermédiaire qui est ensuite mis en réaction avec les nucléobases en utilisant une procédure de Vorbrügen modifiée permettant un couplage stéréosélectif. 
L'ajout de différentes parties est resté possible tout en conservant des propriétés physicochimiques essentielles telles que la forte affinité et la spécificité évidente de l'ARNL synthétisé à l'origine. De tels oligomères sont synthétisés chimiquement et sont disponibles dans le commerce.

### Incorporation dans l'ADN/ARN
LNA peut être incorporé dans l'ADN et l'ARN grâce à la promiscuité de certaines polymérases d'ADN et d'ARN. L'ADN polymérase Phusion, une enzyme commerciale basée sur une ADN polymérase Pfu, incorpore efficacement le LNA dans l'ADN.

## Propriétés
LNA offre une biostabilité améliorée par rapport aux acides nucléiques biologiques. Les oligonucléotides modifiés par LNA ont démontré une thermodynamique améliorée lors de l'hybridation avec l'ARN, l'ADNss et l'ADNds.

## Applications

### LNAzymes
Les ADNzymes  peuvent être modifiées pour inclure des résidus LNA, produisant ainsi des LNAzymes (DNAzymes modifiées par LNA). Ces oligonucléotides modifiés, comme leurs parents DNAzymes, sont généralement des endonucléases qui se lient à des séquences cibles d'ARN spécifiques et clivent la liaison phosphodiester qui existe entre les nucléotides. Cependant, ils démontrent un clivage plus efficace des liaisons phosphodiester par rapport à leurs homologues non modifiés. La modification des bras de reconnaissance du substrat des DNAzymes avec des monomères LNA donne une LNAzyme qui reconnaît le coxsackievirus A21 (CAV-21) et clive sa séquence cible d'ARN similaire à celle de la région 5' non traduite (5' UTR) du rhinovirus humain -14 (VRC-14); une séquence non reconnue par les DNAzymes non modifiées.

### Thérapeutique
L'utilisation thérapeutique d'oligonucléotides à base de LNA est un domaine émergent de la biotechnologie. Une variété d'oligonucléotides LNA ont été évalués pour leurs profils de pharmacocinétique et de toxicité. Les études ont conclu que la toxicité des LNA est généralement indépendante de la séquence de l'oligonucléotide et qu'ils présentent un profil de sécurité préférentiel pour des applications thérapeutiques transposables.
Les LNA ont été étudiés pour leurs propriétés thérapeutiques dans le traitement des cancers et des maladies infectieuses. Une molécule antisens phosphorothioate d'acide nucléique verrouillé, appelée SPC2996, a été mise au point pour cibler l'ARNm codant pour l'oncoprotéine Bcl-2, une protéine qui inhibe l'apoptose dans les cellules de leucémie lymphoïde chronique (LLC). Les essais cliniques de phase I et II ont démontré une réduction dose-dépendante des cellules CLL circulantes dans environ 30 % de l'échantillon de population, ce qui suggère de poursuivre les recherches sur le SPC2996.
Le LNA a également été appliqué au Miravirsen, une thérapeutique expérimentale destinée au traitement de l'hépatite C, constituant une séquence phosphorothioate de 15 nucléotides avec une spécificité de liaison pour MiR-122 (un miARN exprimé dans les hépatocytes),.

### Détection et diagnostic
La PCR allèle-spécifique utilisant le LNA permet la conception d'amorces plus courtes, sans compromettre la spécificité de liaison.
LNA a été incorporé dans l'hybridation in situ par fluorescence (FISH). La FISH est une technique courante utilisée pour visualiser le matériel génétique dans diverses cellules, mais des études ont montré que cette technique était limitée par une faible efficacité d'hybridation des sondes. À l'inverse, les sondes incorporées à l'ARN ont démontré une efficacité d'hybridation accrue à la fois dans l'ADN et l'ARN. L'amélioration de l'efficacité de la FISH incorporée à l'ARN a permis l'analyse FISH du chromosome humain, de plusieurs types de cellules non humaines et des microréseaux.
Des tests de génotypage de LNA ont également été effectués, spécifiquement pour détecter une mutation dans l'apolipoprotéine B.
En raison de sa grande affinité pour la discrimination des mésappariements, l'ARN a été étudié pour ses applications dans les outils de diagnostic. Des sondes LNA immobilisées ont été introduites dans un essai de génotypage SNP multiplex.

### Modification des gènes
Les ssODN (oligonucléotides synthétiques d'ADN simple brin) modifiés par l'ARN peuvent être utilisés comme des ssODN ordinaires pour l'édition de gènes à base unique. L'utilisation de l'ARN au niveau ou à proximité du site de modification prévu permet d'éviter la réparation des mésappariements de l'ADN en raison de sa plus grande stabilité thermodynamique.